# Loher GmbH
Die Loher GmbH war ein elektrotechnisches Unternehmen, das 1895 von Heinrich Loher als Reparaturwerkstätte für Landmaschinen in Ruhstorf gegründet wurde. Das heute zu Siemens gehörige Werk liegt am Ortsrand von Ruhstorf an der Straße nach Bad Höhenstadt. Das Unternehmen bzw. das heutige Werk von Siemens gehören zu den wichtigsten Arbeitgebern in der Region.

## Geschichte
1895 gründete Heinrich Loher sen. (1864–1935) eine Reparaturwerkstätte für landwirtschaftliche Maschinen und Feinmechanik. Ab 1919/1920 begann der Firmengründer zusammen mit seinen Söhnen Hans und Heinrich Junior die Herstellung von Drehstrommotoren, einem damals neuartigen Antriebselement. 1935 erfolgte die Umstellung auf Leichtmetalldruckgußgehäuse.

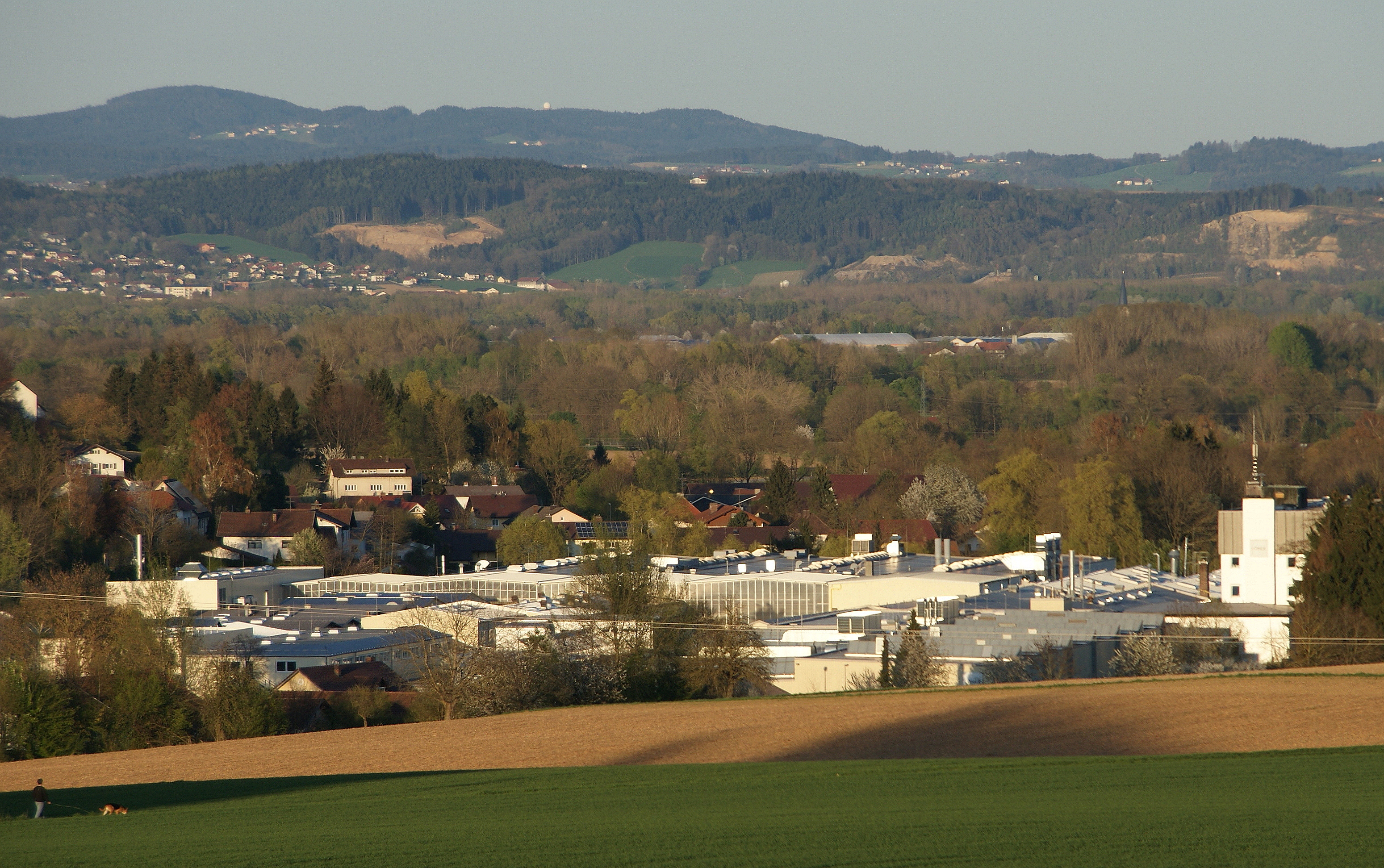
Siemens AG, ehemals Loher, in Ruhstorf

Diese Bauart ermöglichte eine bessere Wärmeabfuhr und damit eine Reduzierung der Abmessungen und des Gewichtes der Elektromotoren. 1940 wurde in Passau im Stadtteil Innstadt ein Zweigwerk in einer ehemaligen Porzellanfabrik eröffnet, das in den 1990ern wieder aufgegeben wurde. Heute stehen auf dem Gelände die Reha-Klinik „Jesuitenschlößl“, das Hotel „Am Jesuitenschlößl“, Einkaufsmärkte und Wohnhäuser.
1948 entwickelte Loher in Zusammenarbeit mit den Wacker-Werken die Silikon-Isolation zur Serienreife. Damit wurden neue Einsatzgebiete für elektrische Maschinen im Temperaturbereich von +500 °C bis −60 °C erschlossen. 1961 ging das Familienunternehmen an die dritte Generation. Um 1980 beschäftigten die Loher GmbH Elektromotorenwerke in Ruhstorf und Passau, den Schwesterbetrieben Waldkraiburg und Ludwigsburg und in der österreichischen und schweizerischen Tochtergesellschaft rund 2000 Mitarbeiter.
1986 erfolgte die Umwandlung in eine Aktiengesellschaft. 1991 kam es zur Mehrheitsbeteiligung der A. Friedr. Flender AG, 2001 wurde die Rechtsform von einer AG wieder in eine GmbH umgewandelt. 2001 gliederte man die Geschäftseinheit Windenergie in die Winergy AG aus. Von 2005 bis 2012 war die Loher GmbH ein rechtlich selbstständiges Tochterunternehmen der Siemens AG. Zum 1. Mai 2012 wurde die Gesellschaft in die Siemens AG integriert und die Loher GmbH hörte als eigenständiges Unternehmen auf zu existieren.
Die ehemals zu Loher gehörigen Werke in Ruhstorf bestehen weiter als Produktionsstandorte, sind aber heute im Siemens Sector Industry, Drive Technology, Large Drive (I DT LD) eingegliedert. Der Umsatz beträgt über 350 Mio. €.

## Produkte
Zur Produktpalette von Loher zählten unter anderem Asynchronmaschinen, Synchronmaschinen mit Permanentmagneten und Frequenzumrichter.
Bei den Asynchronmaschinen handelte es sich um Niederspannung- und Mittelspannungsmotoren und Generatoren. Bei den Frequenzumrichtern bediente das Unternehmen den Niederspannungsbereich.
Eine Besonderheit des Unternehmens war das Anwendungsgebiet der Produkte im Explosionsschutzbereich z. B. in der Öl- und Gasindustrie, Chemieindustrie oder im schlagwettergeschützten Bereich z. B. Bergbau. Hier hatte das Unternehmen weltweit eine marktführende Position.
Zu den Kundengruppen gehörten u. a. OEM (z. B. Pumpen-, Kompressoren-, Lüfter-, Extruderhersteller), Ingenieurunternehmen und Anlagenbauer.